# Dietmannsdorf (Gemeinde Zellerndorf)
Dietmannsdorf ist eine Ortschaft und eine Katastralgemeinde der Marktgemeinde Zellerndorf im Bezirk Hollabrunn in Niederösterreich. Die Ortschaft hat 113 Einwohner (Stand 1. Jänner 2024). Bis Ende 1970 war Dietmannsdorf eine eigenständige Gemeinde.

## Geografie
Das zwischen Rohrendorf und Deinzendorf liegende Dorf befindet sich südlich der Pulkau. Durch den Ort führt die Pulkautal Straße.

## Geschichte
Im Jahr 1822 wurde der Ort als Dorf mit 48 Häusern genannt, das nach Deinzendorf eingepfarrt war, wohin auch die Kinder eingeschult wurden. Die Herrschaft Dietmannsdorf besaß die Ortsobrigkeit und besorgte die Konskription. Die Landgerichtsbarkeit wurde von der Herrschaft Limberg ausgeübt. Die Untertanen und Grundholde des Ortes gehörten den Herrschaften Dietmannsdorf und Pfarre Röschitz.
Laut Adressbuch von Österreich waren im Jahr 1938 in der Ortsgemeinde Dietmannsdorf eine Gastwirtin, zwei Gemischtwarenhändler, eine Mühle, ein Schweinehändler und zwei Tischler ansässig.
Mit 1. Jänner 1971 wurden im Zuge der Niederösterreichischen Kommunalstrukturverbesserung die bis dahin selbständigen Gemeinden Pillersdorf, Deinzendorf, Dietmannsdorf, Watzelsdorf und Zellerndorf zu Zellerndorf fusioniert.

## Sehenswertes
- Ortskapelle, ein schlichter Bau aus dem frühen 19. Jahrhundert

## Persönlichkeiten
- Sebastian von Grabner († 1610), Unterzeichner des Horner Bundes, war hier begütert